# Offoriguié
Offoriguié est un village dans le Sud de la Côte d'Ivoire dans la région de l'Agnéby-Tiassa. Cette localité appartient administrativement au département d'Agboville. 